# Roland Thöni
Roland Thöni (Stelvio, Italia, 17 de enero de 1950 - Bolzano, 4 de abril de 2021) fue un esquiador italiano que ganó una Medalla Olímpica de bronce, una Medalla en el Campeonato del Mundo de bronce y obtuvo dos victorias en la Copa del Mundo de Esquí Alpino (con un total de tres pódiums) de los años 1960 y años 2000.

## Biografía
Su primo Gustav Thöni también fue esquiador y fue varias veces Campeón Olímpico y campeón del Mundo, además de lograr grandísimos resultados en la Copa del Mundo, ganando la Clasificación general en cuatro ocasiones.
Falleció el 4 de abril de 2021 a los 71 años tras una operación de cadera que derivó en un derrame cerebral.

## Resultados

### Juegos Olímpicos de Invierno
- 1972 en Sapporo, Japón
  - Eslalon: 3.º
- 1976 en Innsbruck, Austria
  - Descenso: 14.º

### Campeonatos Mundiales
- 1972 en Sapporo, Japón
  - Eslalon: 3.º

### Copa del Mundo

#### Clasificación general Copa del Mundo
- 1970-1971: 43.º
- 1971-1972: 7.º
- 1972-1973: 43.º
- 1974-1975: 36.º

#### Clasificación por disciplinas (Top-10)
- 1971-1972:
  - Eslalon: 3.º

#### Victorias en la Copa del Mundo (2)

##### Eslalon (2)
| Fecha               | Lugar                |
| ------------------- | -------------------- |
| 17 de marzo de 1972 | Madonna di Campiglio |
| 18 de marzo de 1972 | Pra Loup             |